# Zapotal
Zapotal es una población y parroquia rural de la provincia de Los Ríos, Ecuador. Jurisdicción del cantón Ventanas, con una población que bordea los 19.268 habitantes y una extensión de 178,25 km², fue creada el 12 de octubre de 1852. Posee una tierra muy fértil donde se cultiva el banano, arroz, maíz, soya, cacao, café, yuca, aguacate, naranja, mandarina, maracuyá, papaya, etc;. Está ubicada a 18 m s. n. m. Limita con la provincia de Bolívar.

## Toponimia
Zapotal antes de llamarse así, su nombre era San Jacinto de Macahua, eso contaban los ancestros hace 200 años, que incluso no era donde está ahora, sino por el sector donde se denomina La Palma; se dice que se llama Zapotal porque antes solo existían dos familias de apellido Boza y Jiménez. En donde dos hijos de las familias se casaron y entre las dos casas existían unos árboles de zapote y porque a su alrededor se encontraban estos árboles y estas familias le pusieron el nombre de Zapotal.
Macahua significa río de los venados en lengua nahuatl lo que hace que el nombre de Zapotal en realidad sea "San Jacinto del río de los venados" Esto le añade un valor ancestral pues lo liga en particular a los Tsáchilas y nos muestra los procesos de inculturación que se vivió en la toponimia de la Provincia de "Los Ríos".

## Historia
En el año 1833 Zapotal ya figuraba como parroquia rural, de hecho el Ilustre Concejo Municipal de Quito, nombró al señor Lorenzo Sarrasca como Teniente Político de su parroquia, además a través de su historia ha pertenecido a Quito, Pujilí, Latacunga, y Puebloviejo.

## Geografía

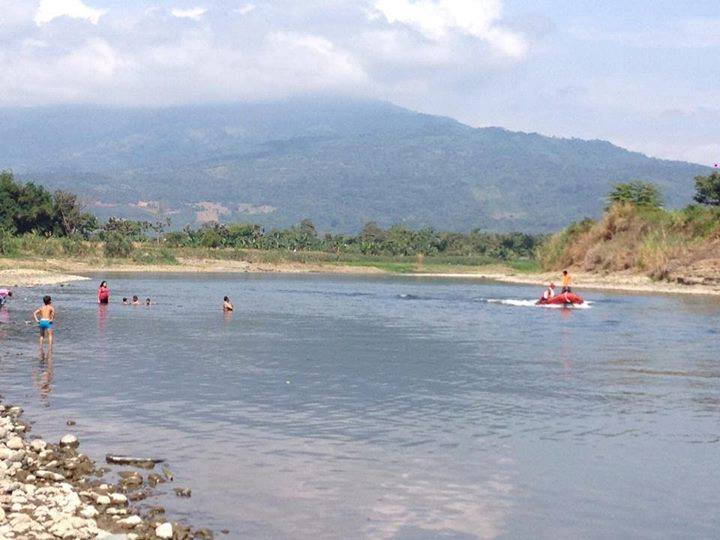
Playa de Zapotal

### Relieve
Tiene una altitud media de 19 m s. n. m.

### Clima
La precipitación media anual de la parroquia es de 2000 a 2500 milímetros.
La temperatura va desde 22 °C., llegando a la máxima de 32 °C.
Zapotal presenta la zona de vida o formación vegetal del bosque húmedo tropical.

### Hidrología
La red fluvial de Zapotal es el río Zapotal, que nace en la
Provincia de Cotopaxi, en la Cordillera de Angamarca con el nombre de Saquisalo, aumenta su caudal al recibir como afluentes el Piñañati, Montañuela y Chiricaya, para luego seguir su curso tomando los nombres de Suquibí y luego el de río Zapotal uniéndose aguas abajo el Oncebí, Calabí Grande y Calabí Chico, el Lechugal y Sibimbe, pasando por Ventanas (Ecuador)Ventanas sigue su curso, tomando el nombre de Caracol que va a desembocar en el río Babahoyo.

## Límites parroquiales de Zapotal
| Noroeste: Mocache         | Norte: San Carlos          | Noreste: Quinsaloma |
| Oeste: Vinces             |                            | Este: Las Naves     |
| Suroeste: Puerto Pechiche | Sur: Ventanas, Los Ángeles | Sureste: Chacarita  |

## Administración
La parroquia Zapotal cuenta con una estructura organizacional de tipo democrática donde su máximo representante es el presidente del Gobierno Parroquial, Vicepresidente, Tesorero – Secretario y seguido de vocales principales y suplentes respectivamente.

## Demografía
La parroquia Zapotal cuenta con una población de 17.022 habitantes (52% de hombres y 48% de mujeres) asentados en 36.531,77 hectáreas. 
Cabe indicar que en este total poblacional se incluyen los poblacionales de las parroquias recién constituidas Chacarita y Los Ángeles.
El 49,29% de su población se autodefine como mestiza, mientras el 43,6% se considera como montuvia, el 2,18% blanca, el 1,89% indígena, el 1,72% afroecuatoriana, el 0,71% mulata y el 0,5% negra.

## Fiestas
- 12 de octubre: Fiestas de parroquialización .
- 24 de octubre: Fiestas patronales en honor a San Rafael.

## Centros poblados
De acuerdo a los datos de la encuesta a líderes comunitarios, la parroquia Zapotal tiene 53 recintos.
- Zapotal (cabecera parroquial)
- Agua Blanca
- Aguas Frías de Medellín
- Barranco Colorado
- Bellavista
- Calabí
- Carbo Malo
- Chojampe
- El Cristal
- El Guabito
- El Guineo
- El Laurel
- El Moral
- El Progreso
- Estero Lindo
- Flor de Los Ríos
- Fraternidad
- Guarumal
- Guineo de Adentro
- La América
- La Democrácia
- La Familia
- La María
- La Reveza
- La Unión
- La Unión de Pasaje
- Las Blancas
- Las Ollitas
- Lechugal de Arriba
- Lechugal de Ventanas
- Lechugalito
- Loma de la Capilla
- Los Amarillos
- Los Cañales
- Mina de Piedra
- Mococha
- Narcisa de Jesús
- Nuevo Zapotal
- Pasaje A
- Pechiche
- Primavera
- Pueblo Nuevo
- Puerto Romero
- San Antonio
- San Eduardo
- San Francisco
- San Gerardo
- San Luis de Zapotal
- San Rafael
- San Rafael II
- San Vicente
- Simón Bolívar
- Tarira